# Помі (комуна)
Помі (рум. Pomi) — комуна у повіті Сату-Маре в Румунії. До складу комуни входять такі села (дані про населення за 2002 рік):
- Ачуа (169 осіб)
- Борлешть (902 особи)
- Бікеу (187 осіб)
- Помі (1116 осіб) — адміністративний центр комуни

Комуна розташована на відстані 421 км на північний захід від Бухареста, 33 км на схід від Сату-Маре, 104 км на північ від Клуж-Напоки.

## Населення
За даними перепису населення 2002 року у комуні проживали 2374 особи.
Національний склад населення комуни:
| Національність | Кількість осіб | Відсоток |
| -------------- | -------------- | -------- |
| румуни         | 2354           | 99,2%    |
| угорці         | 7              | 0,3%     |
| цигани         | 7              | 0,3%     |
| німці          | 6              | 0,3%     |

Рідною мовою назвали:
| Мова      | Кількість осіб | Відсоток |
| --------- | -------------- | -------- |
| румунська | 2364           | 99,6%    |
| угорська  | 6              | 0,3%     |
| німецька  | 4              | 0,2%     |

Склад населення комуни за віросповіданням:
| Релігія        | Кількість осіб | Відсоток |
| -------------- | -------------- | -------- |
| православні    | 1914           | 80,6%    |
| греко-католики | 385            | 16,2%    |
| римо-католики  | 23             | 1,0%     |
| п'ятдесятники  | 23             | 1,0%     |
| бретрени       | 11             | 0,5%     |
| реформати      | 5              | 0,2%     |
| адвентисти     | 3              | 0,1%     |
| баптисти       | 2              | 0,1%     |
| старообрядці   | 2              | 0,1%     |
| не релігійні   | 1              | < 0,1%   |